# Говзман Григорій Маркович
Говзман Григорій Маркович (1905 - 7 листопада 1965) — радянський господарський та військовий діяч. Більше 25 років працював директором Чернігівської фабрики музичних інструментів.

## Життєпис
Закінчив Київський інститут господарників Народного комісаріату місцевої промисловості УРСР (1945).

## Нагороди
- орден Олександра Невського
- орден Вітчизняної Війни 1-го ступеня
- два ордени Вітчизняної Війни 2-го ступеня
- два ордени Червоної Зірки
- медалі